# Tamda Noumercid
Tamda Noumercid  (in arabo تامدا نومرسيد‎?) è un centro abitato e comune rurale del Marocco situato nella provincia di Azilal, regione di Béni Mellal-Khénifra. Conta una popolazione di 11 922 abitanti (censimento 2014).